# Dow Chemical
The Dow Chemical Company je americká agrochemická firma se sídlem v Midland ve státu Michigan, která patří mezi tři největší ve své branži na světě.
Firma byl založena v roce 1897 a dnes vyrábí široké spektrum produktů od průmyslových chemikálií přes plasty a pesticidy až po geneticky modifikované zemědělské plodiny.
V minulosti si vysloužila veřejnou kritiku za masivní výrobu napalmu a dioxinem zamořeného defoliantu Agent Orange pro nasazení během války ve Vietnamu.